# Naamijoki

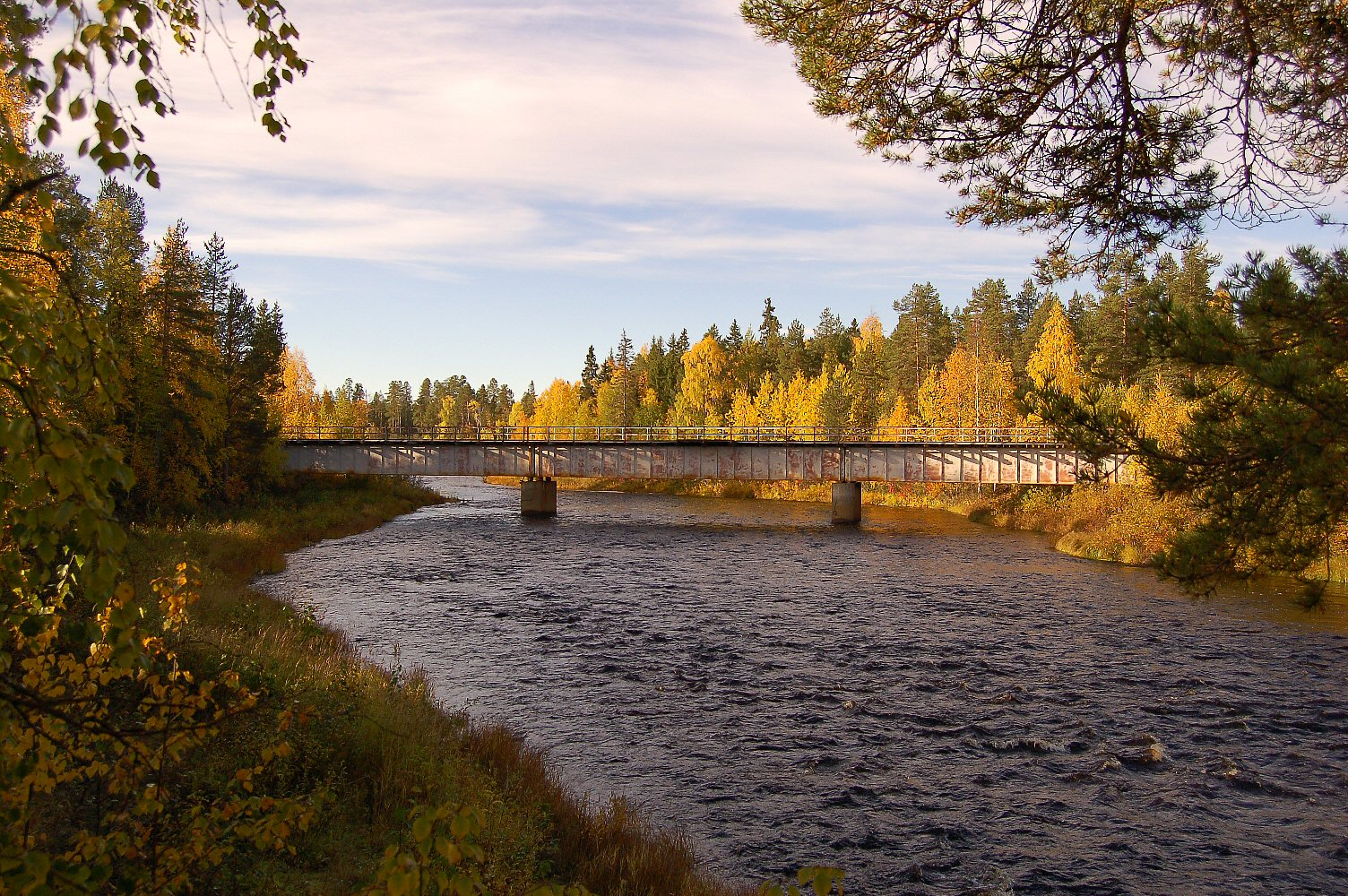
Järnvägsbro vid Naamijoki.

Naamijoki är en by utanför Pello kyrkoby i Lapplands län i Finland. Byn ligger ca 20 km norr om Pello längs vägen till Kolari. Naamijoki har flera grannbyar som Jarhoinen, Kiuruniemi, Tervaoja, Oranki och Teikosuvanto. Vägen som går från Naamijoki, genom Oranki och slutar i Orajärvi vid Riksväg 21, kallas Orankivägen. 
Det första huset byggdes år 1885 men redan under 1900-talet blev det en ödeby. I början av 1930-talet byggdes flera bosättningasområden både i Naamijoki och Oranki varav två av de fanns i Naamijoki. I slutet av 1940-talet efter kriget började fler människor flytta dit då fyra nya bosättningsområden åt försvarsmakten byggdes. Vid älven Naamijoki fanns även en tullstation som numer ägs av Forststyrelsen.
Skolan i Orajärvi öppnades 1939, men den brändes ner år 1944 under andra världskriget. Efter kriget byggdes skolan upp igen och 1951 kunde man flytta eleverna dit. År 1961 började man samarbeta med skolan i Jarhoinen. Är 2003 stängdes skolan och eleverna går numera i skolan i Lempeä.